# Leitneria pilosa
Leitneria pilosa är en bittervedsväxtart. Leitneria pilosa ingår i släktet Leitneria och familjen bittervedsväxter.

## Underarter
Arten delas in i följande underarter:
- L. p. ozarkana
- L. p. pilosa